# William Sherard

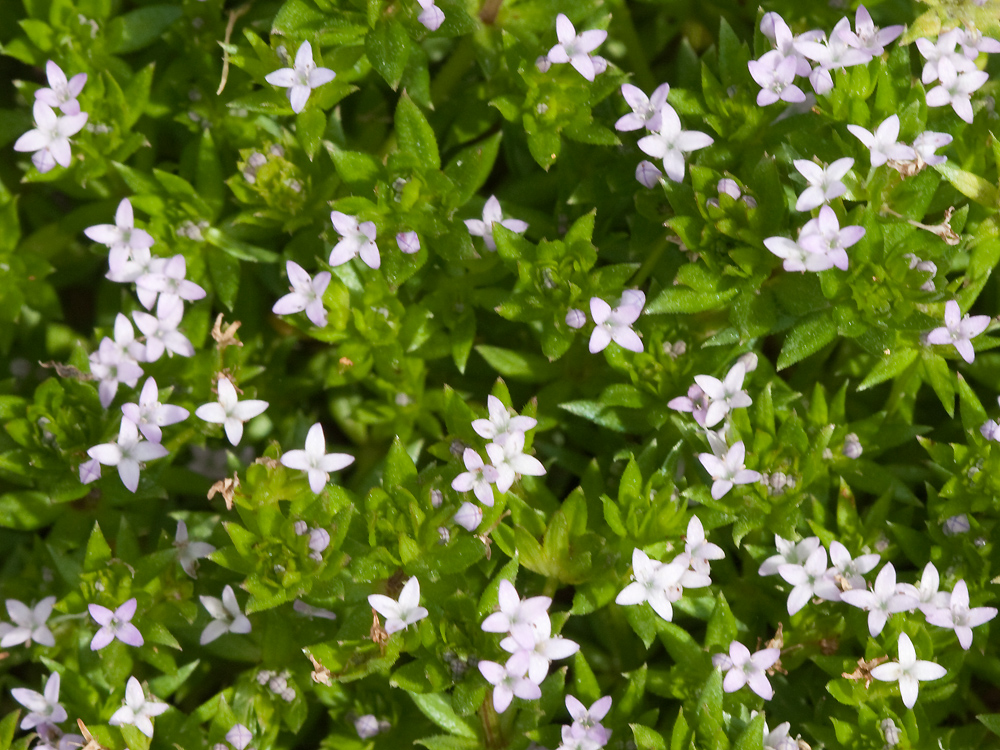
Imatge de la Sherardia arvensis, anomenada en nom seu.

William Sherard (27 de febrer de 1659 – 11 d'agost de 1728) va ser un botànic anglès. Proper a John Ray, en el seu temps va ser considerat un dels botànics anglesos més prominent.

## Biografia
Sherard nasqué a Bushby, Leicestershire i estudià al St John's College, Oxford des de 1677 fins a 1683. Estudià botànica a París entre els anys 1686 a 1688 sota Joseph Pitton de Tournefort i va ser amic i deixeble de Paul Hermann a Leyden entre 1688 i 1689.
Sherard va ser cònsol britànic a Esmirna (1703 - 1716), durant aquells temps acumulà una fortuna. Quan tornà a Anglaterra va ser patrocinador d'altres naturalistes, incloent a Johann Jacob Dillenius, Pietro Antonio Micheli, Paolo Boccone i Mark Catesby. Va fer que es publiqués l'obra de Sebastien Vaillant, Botanicon parisiense (1727) o el Musaeum zeylanica de Hermann.

## Obres
Sherard va contribuir en l'obra de John Ray, Stirpium publicada el 1694. Va ser coeditor de l'obra de Paul Hermann, Paradisus Batavus (1698). Cap a l'any 1700 s'embarcà en la consinuació de l'obra de Caspar Bauhin, Pinax que aquest havia deixat sense acabar.
William Sherard era germà de James Sherard. L'obra famosa Hortus Elthamensis de Dillenius, sovint citada per Linnaeus era una descripció de les plantes rares que James Sherard cultivava al seu jardí d'Eltham a Kent.
El gènere de plantes Sherardia l'honora i li va donar aquest nom Sébastien Vaillant l'any 1718.